# Josephinia
Josephinia är ett släkte av sesamväxter som beskrevs 1804 av Étienne Pierre Ventenat, och som ingår i familjen Pedaliaceae.
Arter inom släktet enligt Catalogue of Life:
- Josephinia africana
- Josephinia eugeniae
- Josephinia grandiflora
- Josephinia imperatricis